# Borderlands: The Pre-Sequel
Pour les articles homonymes, voir Borderland.
Borderlands: The Pre-Sequel! (parfois abrégé BL: TPS) est un jeu vidéo de tir à la première personne et d'action-RPG développé par Gearbox Software et édité par 2K Games, sorti en 2014 sur Microsoft Windows, OS X, Linux, PlayStation 3 et Xbox 360. Le jeu est porté en 2015 sur PlayStation 4 et Xbox One, à l'occasion de la sortie de la compilation Borderlands: The Handsome Collection, qui contient le jeu et Borderlands 2.
Il s'agit d'un interquel se déroulant entre les deux premiers opus de la série. De plus, la narration se déroule également entre les deuxième et troisième opus.
Le 16 avril 2015, Take Two annonce la fermeture de 2k Australia, entraînant ainsi l'abandon des autres contenus téléchargeables prévus pour le jeu, notamment le DLC Luxy's Space Adventure.

## Système de jeu
Le système de jeu de The Pre-Sequel! reste similaire à celui de ses prédécesseurs Borderlands et Borderlands 2, avec néanmoins l'ajout de quelques mécaniques. Les armes laser font ainsi leur apparition et deux nouveaux types de dégâts élémentaires sont introduits : le premier est l'effet cryogénique, qui s'ajoute aux dégâts incendiaires, électriques, corrosifs et explosifs. Cet effet cryogénique ralentit voire gèle les ennemis, qui peuvent alors être brisés sous l'effet de la cryogénisation.
Le saignement est le deuxième effet ajouté. En revanche, seul le personnage d'Athéna peut en faire usage à travers l'une de ses compétences, Déchirement.
Le jeu se déroulant sur la lune de Pandore, nommée Elpis, le joueur évolue dans des environnements avec une faible gravité, lui permettant de faire des sauts de grande amplitude, mais en se déplaçant plus lentement. D'autre part, cette lune ne possédant pas d'atmosphère, le joueur possède une jauge de dioxygène (O2). Celle-ci doit être régulièrement rechargée, soit en entrant dans un bâtiment pressurisé, soit grâce à des générateurs de O2 à la surface, sans quoi des points de vie finissent par être perdus par suffocation. Cette jauge permet aussi d'alimenter un jetpack, qui permet une propulsion en échange de quelques points de O2.
Deux nouveaux véhicules sont également introduits : le Stingray, évoquant un hoverbike, et le Moon Zoomy, une sorte de rover lunaire.

### Personnages
Tout comme ses prédécesseurs, le jeu de base propose quatre personnages jouables, chacun ayant été un personnage non-jouable dans l'un des précédent opus de la série. Chacun forme une classe, avec des capacités particulières.
- Athéna, la « Gladiatrice » (The Gladiator) : spécialiste du corps à corps, Athéna peut se protéger à l'aide d'un bouclier, l'Apsis kinétique, qui bloque toutes les attaques frontales des ennemis et qui se lancera automatiquement vers ces derniers à sa désactivation. Elle apparaît pour la première fois dans l'un des DLC de Borderlands, L'Armurerie secrète du Général Knoxx.
- Wilhelm, le « Tueur à gages » (The Enforcer) : efficace avec les lasers, Wilhelm peut déployer deux drones, Wolf et Saint, qui servent de soutien aérien. Wolf, destructible, tire sur les ennemis (soutien offensif), tandis que Saint, indestructible, régénére la santé de Wilhelm et de ses coéquipiers (soutien défensif). Il est également l'un des boss principaux de Borderlands 2.
- Nisha, la « Justicière » (The Lawbringer) : experte avec les pistolets, la compétence de Nisha, Confrontation, lui permet de viser automatiquement les ennemis et de gagner des bonus pour toutes les armes du jeu (dégâts, vitesse de rechargement, cadence de tir...). Elle est également le shérif de la ville de Lynchwood dans Borderlands 2.
- Claptrap, le « Fragtrap » (The Fragtrap) : compétent avec les pistolets-mitrailleurs, Claptrap dispose d'un programme bêta, Chasseur_de_l_Arche.EXE, qui s'adapte en fonction du combat (bouclier vide, santé des ennemis...).

Dans la compilation Borderlands: The Handsome Collection (2015), ou les DLC, s'ajoutent deux personnages :
- Jack, le « Doppelgänger » (The Doppelgänger), alias Timothy Lawrence : polyvalent, la compétence de Jack, Atouts jetables, lui permet d'invoquer deux clones numérisés, des Digi-Jack, qui combattent à ses côtés. Il est le sosie du Beau Jack, l'antagoniste principal de Borderlands 2.
- Aurélia, la « Baronne » (The Baroness) : redoutable avec les fusils de précision, Aurélia peut glacer les ennemis à l'aide de sa compétence d'action, Glacé jusqu'aux os. Elle est la sœur de Sir Hammerlock.

## Accueil
Borderlands: The Pre-Sequel! a reçu des critiques positives. L'agrégateur de notes Metacritic lui a ainsi donné la note de 75 pour la version PC sur la base de 55 critiques, 74 pour la version Xbox 360 sur la base de 16 critiques et 77 pour la version PlayStation 3 sur la base de 24 critiques.
Cela dit, le jeu a reçu des critiques négatives de la part de la communauté. Le manque de contenus téléchargeables, certaines maps jugées confuses, le système du dioxygène, le manque d'invincibles, de bosses cultivables à la sortie du jeu etc, ont été mal perçu par les joueurs

## Remasterisation
En 2015, la compilation Borderlands: The Handsome Collection est publié sur PlayStation 4 et Xbox One. Elle rassemble Borderlands 2 et Borderlands: The Pre-Sequel!, avec tous leurs contenus téléchargeables. Les graphismes sont améliorés, ainsi que le mode multijoueur local. Il est possible de transférer les sauvegardes des versions PlayStation 3 et Xbox 360 vers la nouvelle version.